# 横山鉱業部
横山鉱業部（よこやまこうぎょうぶ）は、石川県能美郡尾小屋村（現小松市尾小屋町）に存在した尾小屋鉱山の経営母体。

## 概要
加賀藩の横山隆平（旧藩5万石、年寄衆）を代表とする金融会社、苟完社（こうかんしゃ）が尾小屋鉱山への出資を行ったことに端を発する。1881年（明治14年）から、横山は本格的に鉱山経営に乗り出す。その後、1895年（明治28年）には、岐阜の平金鉱山を買収した。この平金鉱山と尾小屋鉱山を合わせて、1904年（明治37年）横山鉱業部を創設する。1910年（明治43年）6月4日、合名会社横山鉱業部を組織する。1931年（昭和6年）横山家が尾小屋鉱山を手放して日本鉱業に買収され、横山鉱業部の終焉をみる。なお、横山鉱業部による平金鉱山での採掘は1918年に停止している。